# Blunt Talk
Blunt Talk ist eine US-amerikanische Sitcom von Jonathan Ames mit Patrick Stewart in der Hauptrolle. Die Erstausstrahlung fand am 22. August 2015 auf Starz statt. Die Serie kommt auf insgesamt 20 Folgen in 2 Staffeln.

## Handlung
Der britische Nachrichtensprecher Walter Blunt plant von Los Angeles aus die US-amerikanische Fernsehwelt zu erobern. Blunt ist fortgeschrittenen Alters und vierfach geschieden, zudem Vater. Er konsumiert wahllos Drogen, darunter Alkohol und Kokain, und Medikamente. Blunt sieht sich diversen privaten, psychischen und körperlichen, wie auch beruflichen Herausforderungen ausgesetzt: Seine Abendnachrichten-Sendung ist nach einem Skandal von der Absetzung bedroht, er selbst zeigt Anzeichen der Borderline-Persönlichkeitsstörung.

## Produktion und Ausstrahlung
Der Kabelsender Starz bestellte im April 2014 insgesamt 20 Episoden von Blunt Talk, die in zwei Staffeln aufgeteilt werden. Die Premiere fand am 22. August 2015 auf Starz statt, die weiteren Folgen der ersten Staffel wurden dort wöchentlich bis zum 24. Oktober 2015 gezeigt. Die zweite Staffel wurde ab dem 2. Oktober 2016 ausgestrahlt. Am 20. Dezember gab Starz bekannt, aufgrund ungenügender Einschaltquoten, keine dritte Staffel der Serie zu bestellen.

## Synchronisation
Die deutschsprachige Synchronisation übernahm die Berliner Synchron. Die Dialogbücher schrieb Werner Böhnke und die Dialogregie führte Heike Schroetter.
| Rolle          | Schauspieler       | Hauptrolle | Nebenrolle                                  | Synchronsprecher  |
| -------------- | ------------------ | ---------- | ------------------------------------------- | ----------------- |
| Walter Blunt   | Patrick Stewart    | 1.01–2.10  |                                             | Kaspar Eichel     |
| Rosalie Winter | Jacki Weaver       | 1.01–2.10  |                                             | Heike Schroetter  |
| Harry Chandler | Adrian Scarborough | 1.01–2.10  |                                             | Gerald Schaale    |
| Celia          | Dolly Wells        | 1.01–2.10  |                                             | Mareile Moeller   |
| Jim            | Timm Sharp         | 1.01–2.10  |                                             | Jaron Löwenberg   |
| Shelly Tinkle  | Mary Holland       | 2.01–2.10  | 1.01–1.10                                   | Patrizia Carlucci |
| Martin Bassi   | Karan Soni         | 2.01–2.10  | 1.01–1.10                                   | Niclas Lutz       |
| Dr. Weiss      | Richard Lewis      |            | 1.01, 1.03, 1.05–1.06, 1.09–1.10            | Stefan Staudinger |
| Vivian         | Golden Brooks      |            | 1.04, 1.08, 1.09, 2.03, 2.07                | Katrin Fröhlich   |
| Teddy Winter   | Ed Begley junior   |            | 1.03–1.08, 2.10                             | Bodo Wolf         |
| Dr. Mendelson  | Fred Melamed       |            | 1.10, 2.01, 2.03                            | Peter Reinhardt   |
| Bob Gardner    | Romany Malco       |            | 1.01–1.03, 1.07–2.01, 2.03, 2.06, 2.09–2.10 | Felix Spieß       |
| Phil           | Brent Spiner       |            | 1.01, 1.05, 1.09, 2.01                      | Michael Pan       |

## Rezeption
Blunt Talk erhielt überwiegend gemischte Kritiken. Bei Metacritic erhielt die Serie einen Metascore von 54/100 basierend auf 24 Rezensionen, bei Rotten Tomatoes waren 53 Prozent der 34 Rezensionen positiv.
Mike Hale von der New York Times meint, es sei „fair zu sagen, dass Blunt Talk uns Patrick Stewart“ biete, „wie wir ihn noch nie zuvor gesehen haben. In der Herrentoilette herumlaufend am Flughafen, die Hose um die Knöchel, die Geduld beim erfolglosen Versuch den Toilettensitz abzudecken verlierend, oder beim ernsthaften Fragen einer Transgender-Prostituierten, ob er an ihren Brüsten saugen darf“.
Brian Moylan vom Guardian fragt, ob die „Sendung gut“ sei. Weiter führt er aus: „Blunt Talk ist ein schräger Vogel. […] [Beispielsweise als] Blunt eine Gruppe Polizeibeamter in einer Benny Hill-artigen Verfolgungsjagd um seinen Jaguar führt. Es bringt einen zum kichern, aber es ist dumm-witzig, nicht das tiefgehend-existenzielle witzig aus klügeren Sendungen. Blunt Talk ist dann am besten, wenn es um präzise beobachtete Comedy bei einem Mann der alten Welt geht, der versucht in der modernen Welt zu leben. […] Diese Momente scheinen allerdings rar“.
Barbara Oswald von der Süddeutschen Zeitung empfindet die Serie als „irrsinnig – und leider ermüdend“ und fragt sich „warum [man] solch eine verkorkste Figur in ein dreißigminütiges Sitcomformat“ steckt. Weiterhin findet sie „Patrick Stewarts irrsinnige One-Man-Show“ wirke schon „nach kurzer Zeit nicht mehr unterhaltsam, sondern vor allem ermüdend“ und sorge dafür, dass die Nebenfiguren „wie reine Statisten“ wirken würden. Man müsse Gaststar Brent Spiner „auf jeden Fall recht geben, wenn er“ in einer Szene zu Stewart „sagt: ‚Ich mach mir Sorgen um dich‘“.